# Женевская декларация прав ребёнка
Декларация прав ребёнка, разработанная Эглантайн Джебб, была принята 26 ноября 1924 года Пятой Ассамблеей Лиги Наций в Женеве. Она состояла из пяти основных принципов, направленных, в частности, против детского труда и рабства, торговли детьми и проституции несовершеннолетних. Ассамблея призвала своих членов руководствоваться положениями декларации с целью защитить детей и улучшить их благосостояние.
В настоящее время оригинал документа хранится в городском архиве Женевы. На нём стоят подписи делегатов Ассамблеи, в частности, Эглантайн Джебб, Януша Корчака, Гюстава Адора, бывшего президента Швейцарской Конфедерации.
Декларация в расширенной форме была принята ООН в 1959 году.

## Хронология
- 1919-05-19 — в Лондоне Эглантайн Джебб и её сестрой Дороти Бакстон основана британская организация «Save the Children». Она стала первой организацией международного Фонда Безопасности детей. Главной целью организации ставилось создание мощного международного альянса по защите детей, который бы имел свои представительства в самых отдаленных уголках мира.[2]
- 1919-11-19 — в Швеции создана первая в стране организация по защите и спасению детей под названием «Рада-Барнен». В её основании приняли участие Элен Пальмшерна (председатель), писательница Элин Вагнер и Герда Маркус.
- 1920 — В Женеве основан «Международный союз спасения детей». Крупнейшими членами альянса на момент создания были английский «Save the Children» и шведская «Рада-Барнен».
- 1923-02-23 — принятие «Международным союзом спасения детей» в Женеве декларации по защите детей, разработанной Джебб Эглантин.
- 1924-11-26 — «Декларация прав ребёнка» одобрена и утверждена Пятой Ассамблеей Лиги Наций в Женеве.

## Пять принципов декларации
- Ребёнку должны быть предоставлены средства, необходимые для его нормального развития, как физического, так и духовного.[3]
- Голодный ребёнок должен быть накормлен; больному ребёнку должна быть оказана помощь; ошибающийся ребёнок должен быть поправлен; а сирота и бездомный ребёнок должны получить приют и поддержку в трудную минуту.[3]
- Ребёнок должен получать помощь в тяжёлое время испытаний в первую очередь.[3]
- Ребёнок должен расти в атмосфере любви и быть защищенным от всех форм эксплуатации.[3]
- Ребёнок должен воспитываться в сознании, что его лучшие качества должны служить на пользу другим людям.[3]